# Thor Lundblad
Thor Emanuel Lundblad, född 3 januari 1858 i Gärdhems socken, död 5 december 1952 i Johannebergs församling, Göteborg, var en svensk arrendator och riksdagsman.
Lundblad arrenderade Stavsäters gods i Vists församling, Östergötland. Han var ledamot av Sveriges riksdags andra kammare, bl.a. mandatperioden 1897–1899, invald i Ås och Gäsene domsagas valkrets.